# Qarayeri
Qarayeri è un comune dell'Azerbaigian situato nel distretto di Samux. Conta una popolazione di 5 910 abitanti.